# Paryphoconus anomalicornis
Paryphoconus anomalicornis är en tvåvingeart som beskrevs av Jean-Jacques Kieffer 1917. Paryphoconus anomalicornis ingår i släktet Paryphoconus och familjen svidknott. Inga underarter finns listade i Catalogue of Life.